# Памятник Владимиру Высоцкому (Ростов-на-Дону)
Памятник Владимиру Высоцкому — бронзовый монумент, который был установлен и открыт летом 2014 года в Ростове-на-Дону по улице Пушкинской.

## История
В 2009 году был организован и начат сбор средств на создание памятника Владимиру Высоцкому. Был проведён конкурс, в результате которого скульпторы представили несколько проектов работы, среди которых победителем стал проект Анатолия Скнарина. Сбором средств занималась специальная группа ростовчан: контейнеры для пожертвований были установлены во многих местах города. Проводились также благотворительные концерты. В результате было собрано 500 тысяч рублей из необходимой суммы в 2,5 миллиона рублей. Большую часть недостающей суммы на создание монумента выделил благотворительный Фонд известного ростовского предпринимателя Ивана Саввиди.
Открытие мемориала состоялось 25 июля 2014 года, в день 34-й годовшины со дня смерти поэта, неподалеку от Дома кино на улице Пушкинской. Высота всей композиции составляет 3,4 метра, из них 2,3 метра — скульптура актёра. Монумент был изготовлен из бронзы: Высоцкий стоит на сцене в свитере и в брюках, в руках — гитара. Справа от актёра расположен занавес. Согласно другой информации, справа также находится молния — символ яркой и недолгой жизни поэта.
На открытии памятника Владимиру Высоцкому присутствовало около 200 горожан.
В городе, помимо памятника Высоцкому, дополнительно установлены мемориальные доски в тех местах, которые артист посещал.